# Agouti

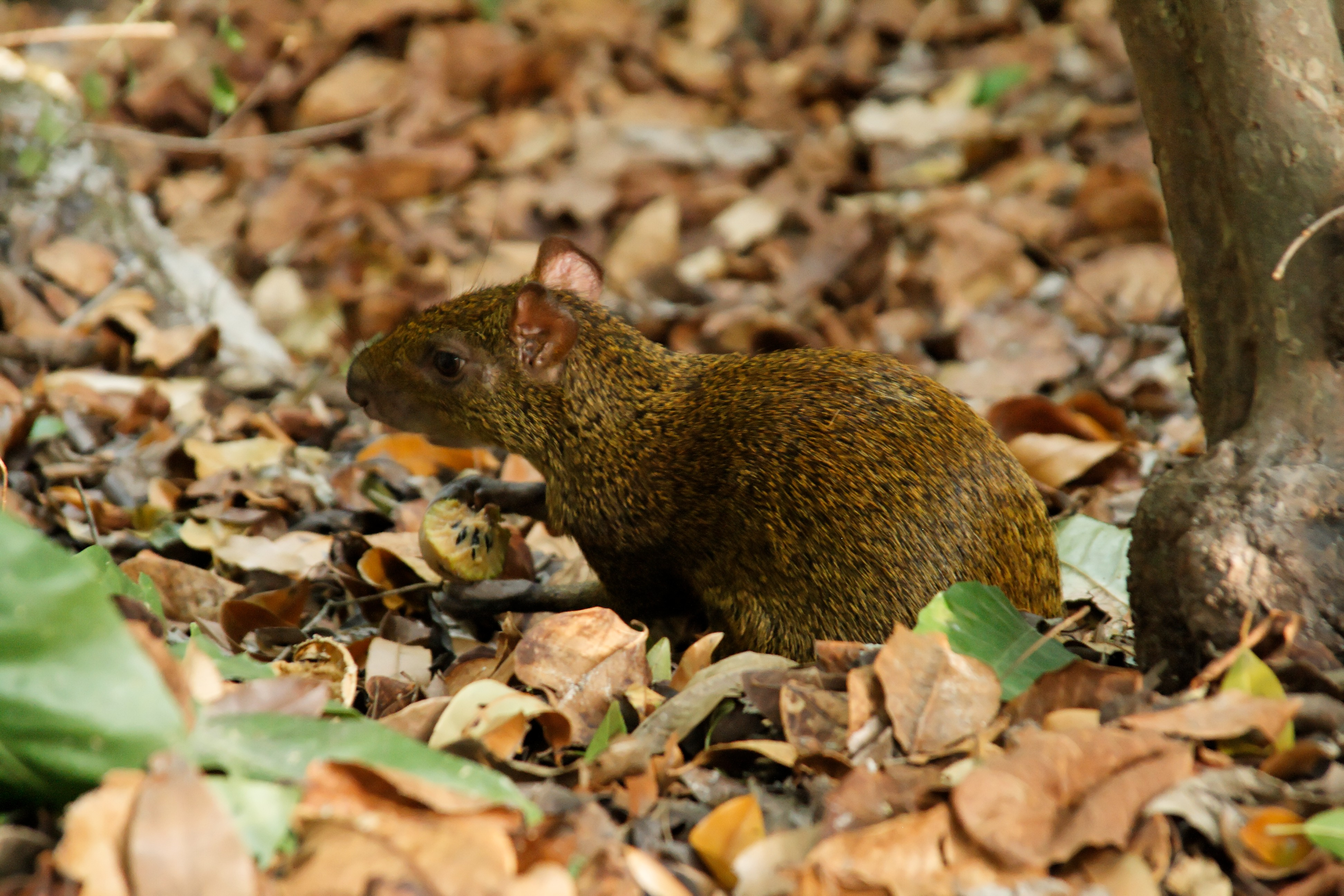
Aguti in Mittelamerika

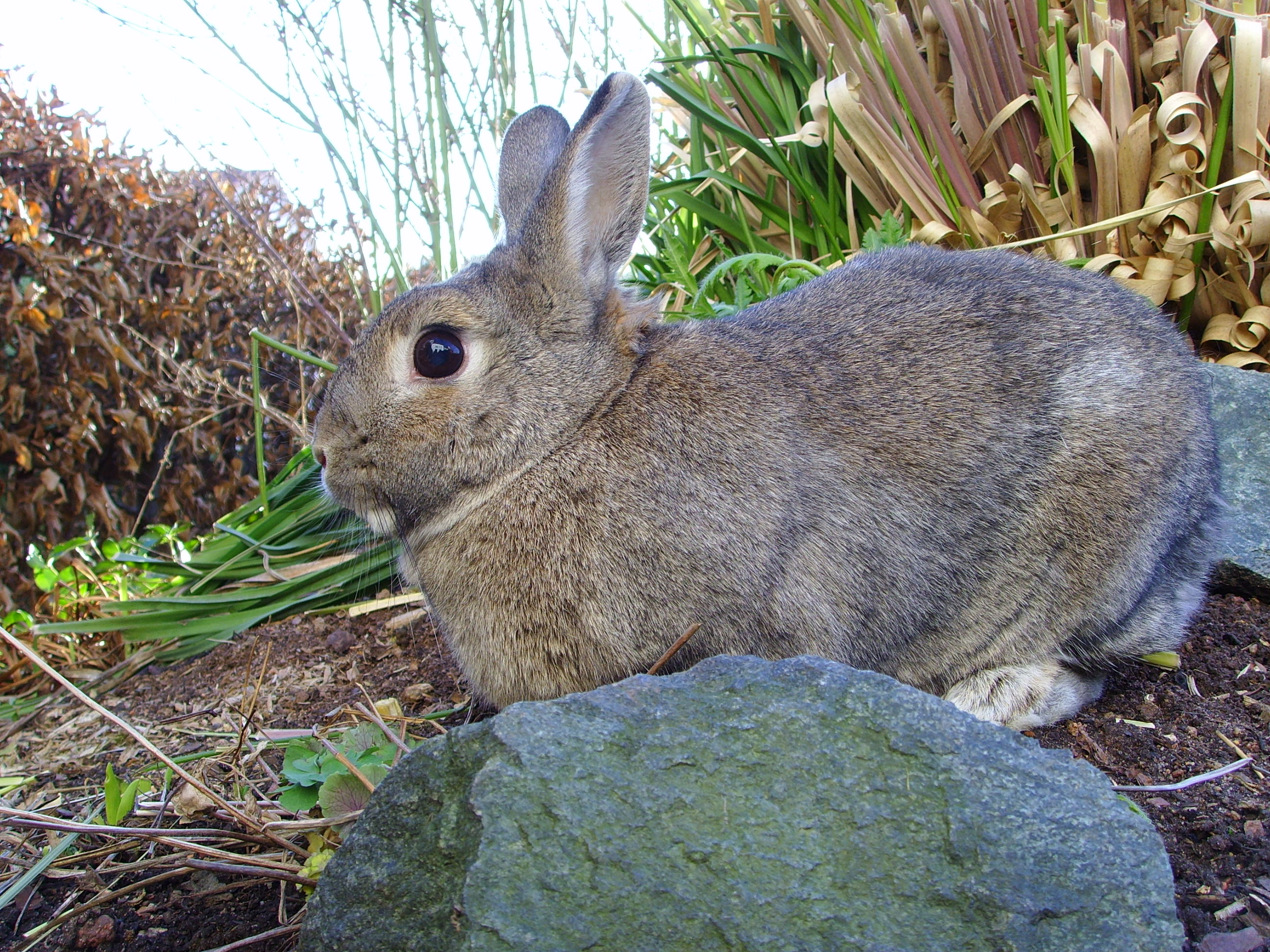
Wildfarbenes Kaninchen

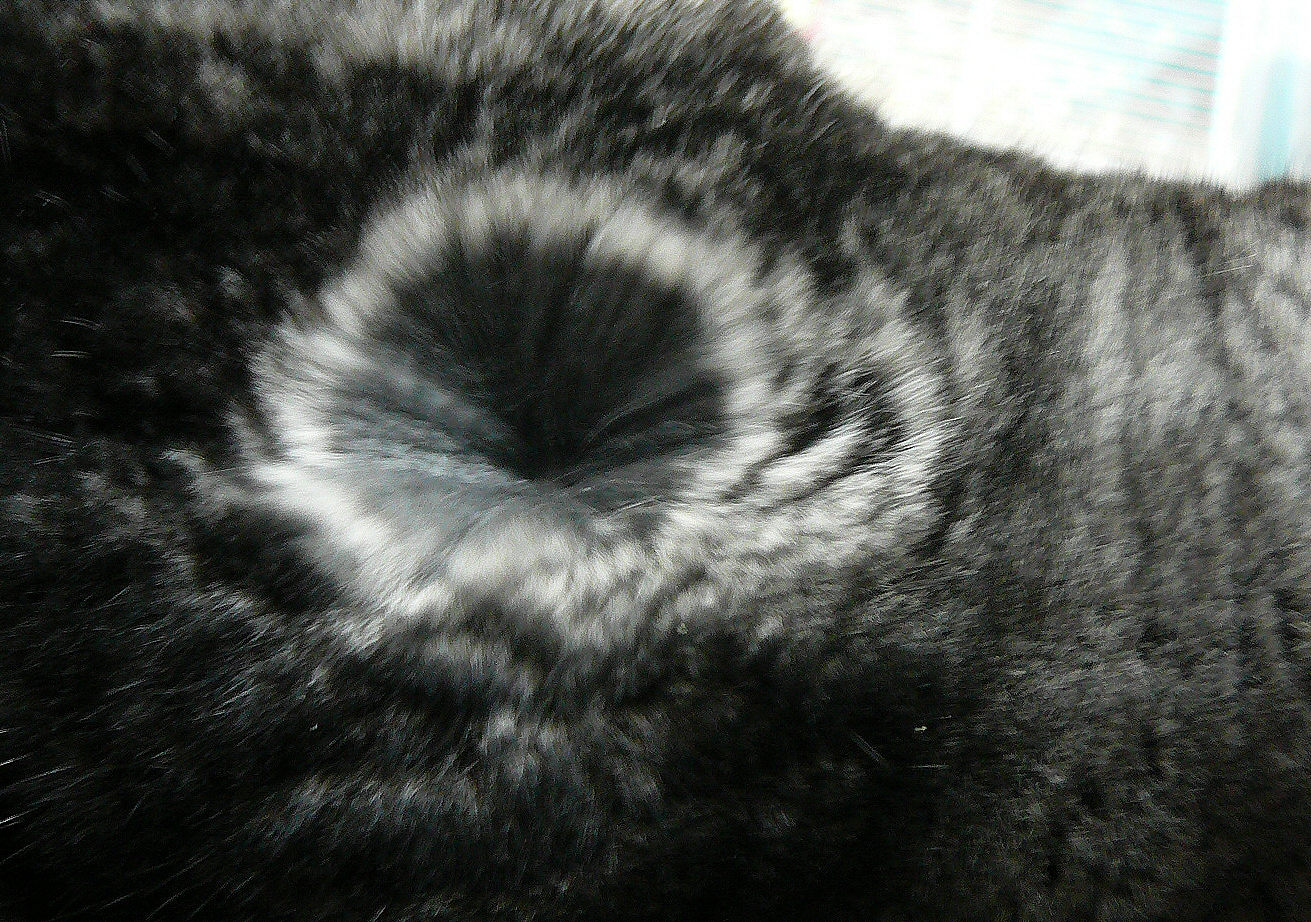
Wenn man das Fell des Chinchillas auseinanderstreicht, erkennt man die Bänderung der Einzelhaare

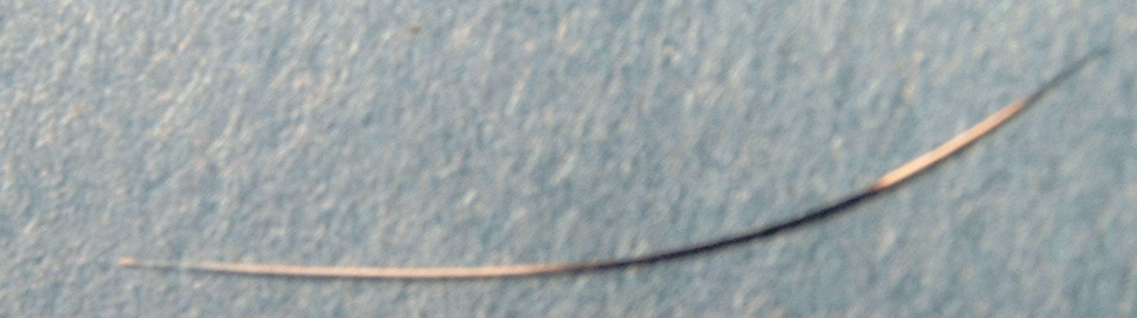
Gebändertes Katzenhaar

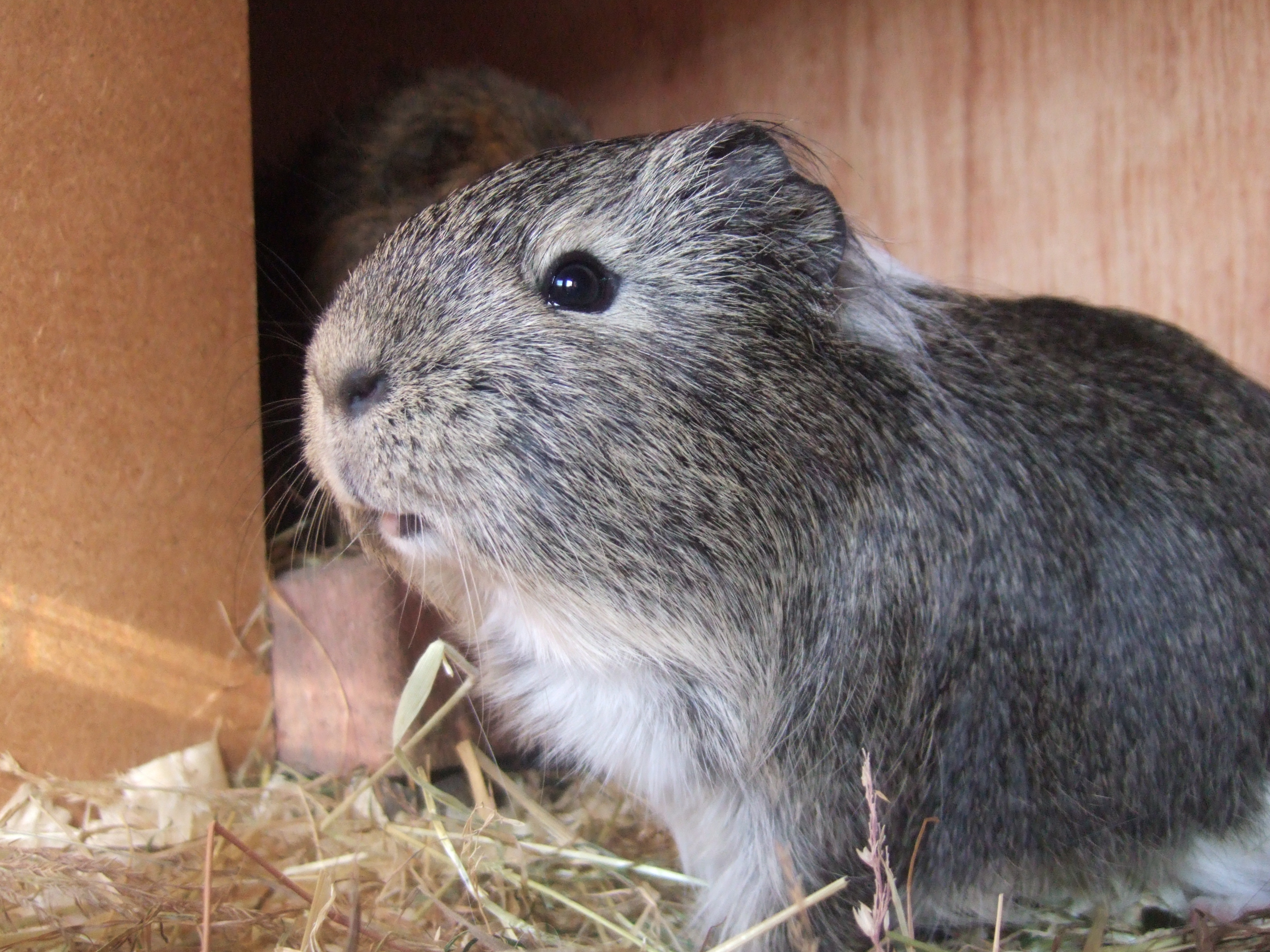
Silber-Agouti-Meerschweinchen

Als agouti (auch tabby oder wildfarben) bezeichnet man eine klassische Fellzeichnung. Die Bezeichnung wurde vom Namen südamerikanischer Nagetiere, den Agutis abgeleitet, bei denen die melierte Fellfärbung ebenso wie bei anderen Wildtieren eine Tarnung ermöglicht und somit einen Selektionsvorteil darstellt. Da Haustiere und Heimtiere alle von wildlebenden Artgenossen abstammen, kommt bei vielen auch die Wildfarbe „aguti“ vor, beispielsweise bei Hauskatzen, Degus, Kaninchen, Ratten, Mäusen und Meerschweinchen. Der zugehörige Genlocus, der Agouti-Locus, wurde entsprechend benannt.

## Funktionsweise des Gens
Der Agouti-Locus oder auch A-Lokus enthält das Gen für das Agouti signaling peptide (ASIP), dessen Funktion gleichzeitig durch den Melanocortinrezeptor 1 (MC1R) beeinflusst wird, der vom Extension-Locus (E) verschlüsselt wird.
Über die verschiedenen Allele auf dem Agouti-Locus wird die Verteilung der Pigmentzellen durch das umgebende Zellmilieu beeinflusst und die Verteilung schwarzer und gelber Pigmente kontrolliert, sowohl im Fell als auch in den einzelnen Haaren. Dadurch entstehen helle und dunkle Fellbereiche. Bei homozygotem Vorliegen des Wildform-Allels aw entsteht eine Bänderung der einzelnen Haare, die helle und dunkle Abschnitte aufweisen. Das ist bei vielen Tierarten die Wildfarbe. Die Agouti-Färbung kann auch ohne gelbe und braune Pigmente nur durch Farbübergänge von schwarz bis weiß ausgeprägt werden.
Durch Mutationen dieses Locus geht die gelbe Bande des Einzelhaares entweder verloren (non-agouti) oder dehnt  sich aus (yellow oder agouti). Dabei  wird die Ventralseite des Körpers für die Phäomelaninbildung bevorzugt. Allele dieses Locus werden mit A bzw. a abgekürzt, wobei das dominante Allel Ay die gelbe und das rezessive Allel a die einfarbig schwarze Fellfarbe codiert.
Das heißt, durch Mutationen des Agoutilocus können die schwarzen Bereiche in der Fellzeichnung vergrößert werden (Nigrismus) bis im Extremfall der gesamte Körper schwarz ist (Skotasmus); es entsteht also „Melanismus“ in unterschiedlichem Ausmaß. Durch den Agoutilocus hervorgerufener Melanismus wird rezessiv vererbt. Umgekehrt können dunkle Fellzeichnungen verkleinert werden, bis sie im Extremfall ganz verschwinden und das Tier am gesamten Körper fuchsrot oder gelb ist. Manche Mutationen dieses Locus führen zu Verfettung und gelbem Fell, teilweise verbunden mit Diabetes Mellitus.

## Maus

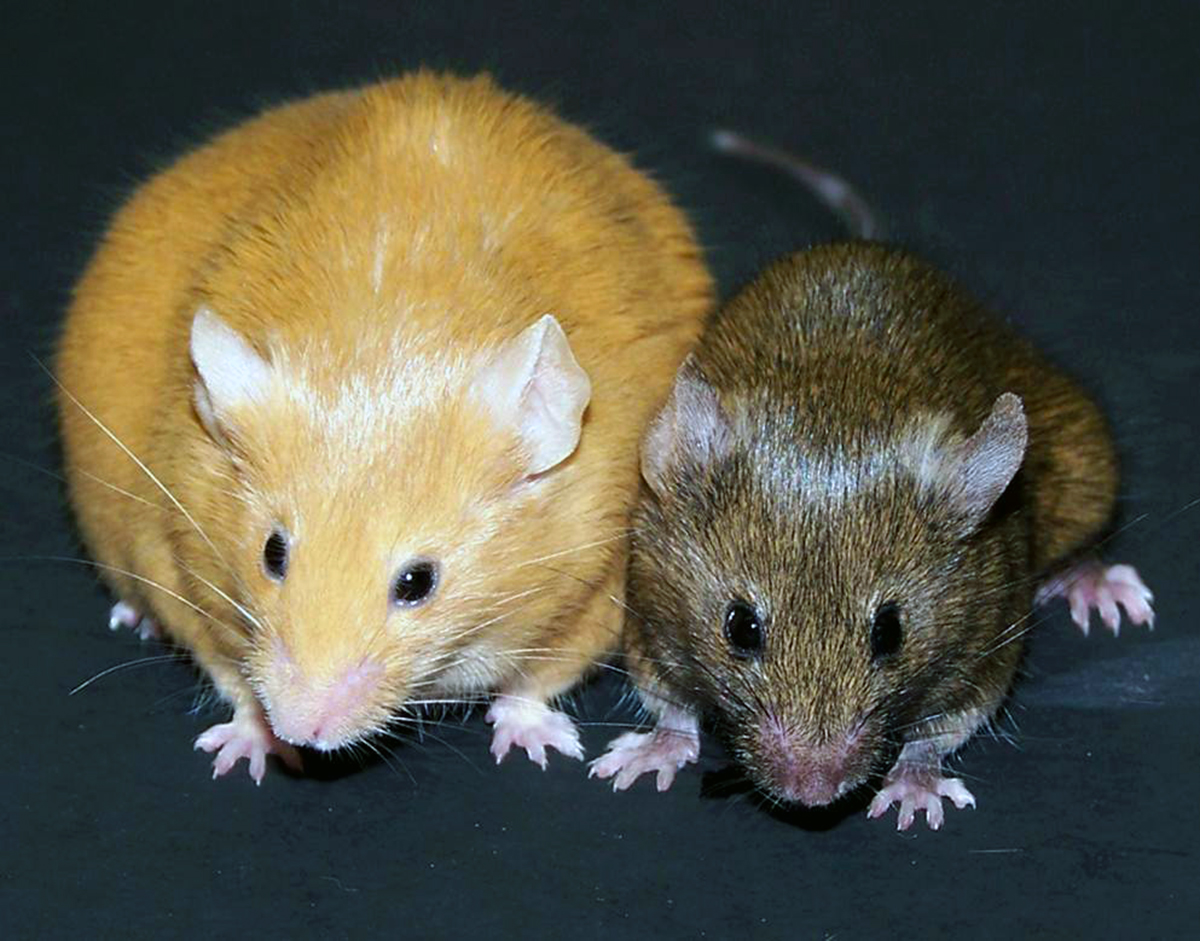
Mäuse, die infolge unterschiedlicher Ernährung des trächtigen Muttertieres epigenetisch bedingt entweder die gelbe oder die Wildfarbe ausgeprägt haben.

Bei der Zuchtform der Hausmaus gibt es diverse Allele, die Färbungsvarianten hervorbringen, die von dominanter heller Farbe bis zu rezessiver schwarzer Farbe reichen.
Eine dominante Mutation auf dem Agouti-Locus nennt sich Viable Yellow. Bei homozygoten Tieren ist diese Mutation mit „gelber“ Fellfarbe, Adipositas, verstärkter Neigung zu Krebserkrankungen und verstärkter Insulinausschüttung verbunden.
Heterozygote Mäuse, die vom Agouti-Gen ein Allel für schwarze Farbe und eines für Viable Yellow aufweisen, können genauso „gelb“ aussehen wie eine Maus, bei der beide Allele des Agouti-Locus die Viable-Yellow-Variante aufweisen. Sie können aber auch aussehen wie das Elterntier, bei dem beide Allele für die Farbe schwarzer Mäuse codieren; zudem gibt es schwarz-gelb gefleckte Mäuse. Durch Imprinting – also das Ausschalten eines Allels des Agouti-Gens in jeder Zelle, indem die DNA vor diesen Genen methyliert wird – wird festgelegt, welches der Allele des Gens im jeweiligen Haar aktiv und anhand der entstehenden Farbe gleichsam sichtbar wird. Entsprechendes gilt, wenn ein Elterntier das Allel für die Wildfarbe aw vererbt hat.
Wenn man nun trächtige Muttertiere mit Nahrung füttert, die in den Mäuseembryonen eine Methylierung des dominanten  Allels begünstigt, so dass es nicht aktiv werden kann, wird häufiger das nicht-mutierte Gen aktiv sein als bei Mäusen, deren Mütter dieses Futter nicht erhalten haben. Außerdem spielt eine Rolle, ob das Gen in der Mutter eher aktiv oder inaktiviert war; Mäuse können also nicht nur ihre Gene, sondern auch deren Aktivierungszustand vererben. Zudem ist das Allel, das von der Mutter stammt, häufiger aktiv, als das, welches vom Vater stammt.

## Katzen
Bei Katzen ist Agouti (A) der Wildtyp und dominant. Das Agouti-Gen bewirkt, dass das Tabby-Muster ausgebildet wird.
Die Mutation Nonagouti (a) ist rezessiv. Eine Katze mit dem Genotyp aa ist einfarbig, falls sie nicht rot oder cremefarben ist. Das Nonagouti-Allel bewirkt, dass die Haare nicht gebändert, sondern einfarbig durchgefärbt sind. Nur bei Jungtieren scheint das Tabbymuster noch als Geisterzeichnung durch.

## Hund
Beispielsweise bei Deutschen Schäferhunden gibt es sowohl die Wildfärbung als auch die Black and Tan Zeichnung als auch seltener ganz schwarze Exemplare, was in allen drei Fällen durch das jeweilige Allel auf dem Agouti-Locus bedingt ist.
Beim Haushund liegt der Agouti-Locus auf Chromosom CFA24. Es gibt vier Allele mit einer Dominanzhierarchie: Ay > aw > at > a.
Das Allel fawn/sable (Ay) führt zu sandfarbenen, gelben oder orangebraunen Tieren, die manchmal eine dunkle Gesichtsmaske, eine Sattelzeichnung aus durchgefärbten schwarzen Haaren  wie beim Collie oder einzelne dunkle Haare im Fell haben. Das Allel aw (wolf-sable) ist das Allel des wildfarbenen Hundes mit vielen hell und dunkel gebänderten Haaren. Es ist das vorherrschende die Fellfarbe bestimmende Allel bei den meisten Unterarten des Wolfs. Wenn bei einem Wolf eines von den anderen Allelen gefunden wird, ist das ein Hinweis auf Hybridisierung, so auch beim äußerst seltenen Auftreten der gelben Fellfarbe durch das dominante Allel Ay. Die Agouti-Wildfarbe (Genotyp aw aw) kann durch bb auf dem Braun-Locus modifiziert werden. Das melierte Aussehen bleibt erhalten, aber die sonst schwarzen Stellen der gebänderten Haare sind braun.

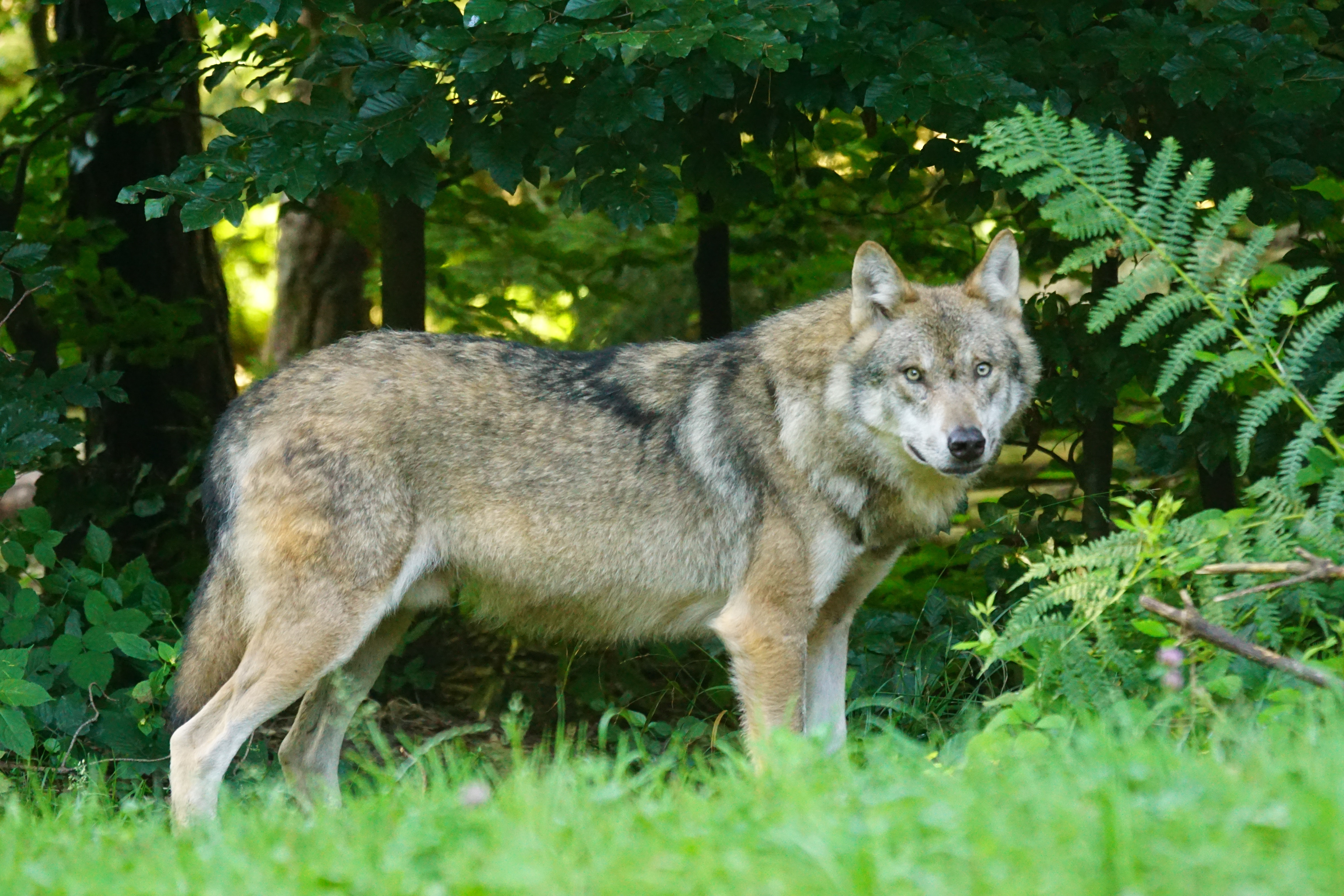
Eurasischer Wolf Genotyp aw aw
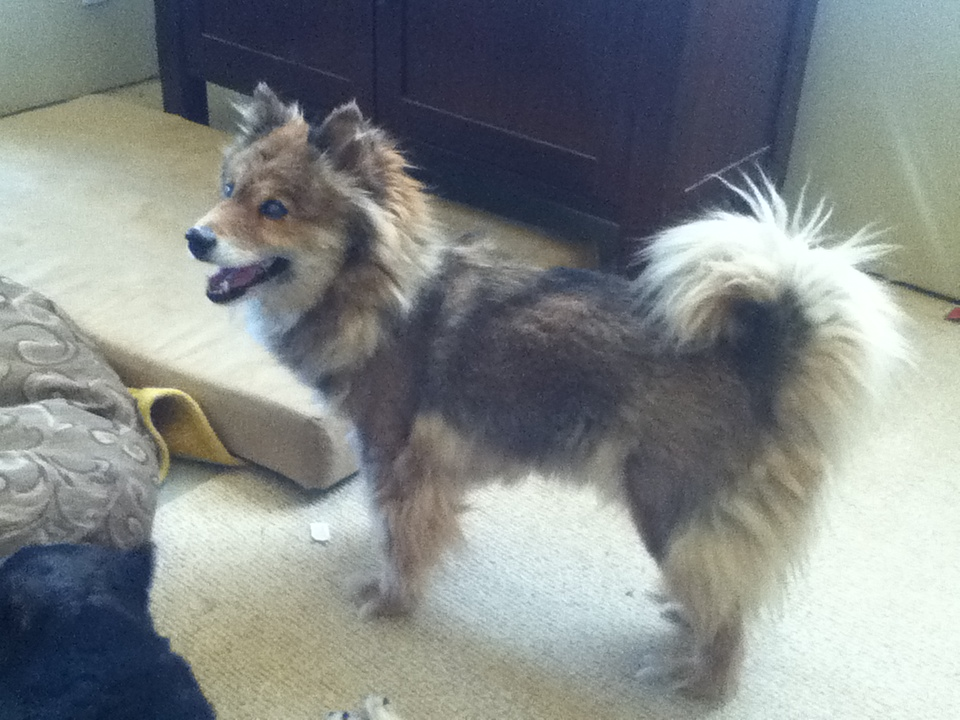
Haushund in wolf sable (Genotyp aw aw oder aw at oder aw a)
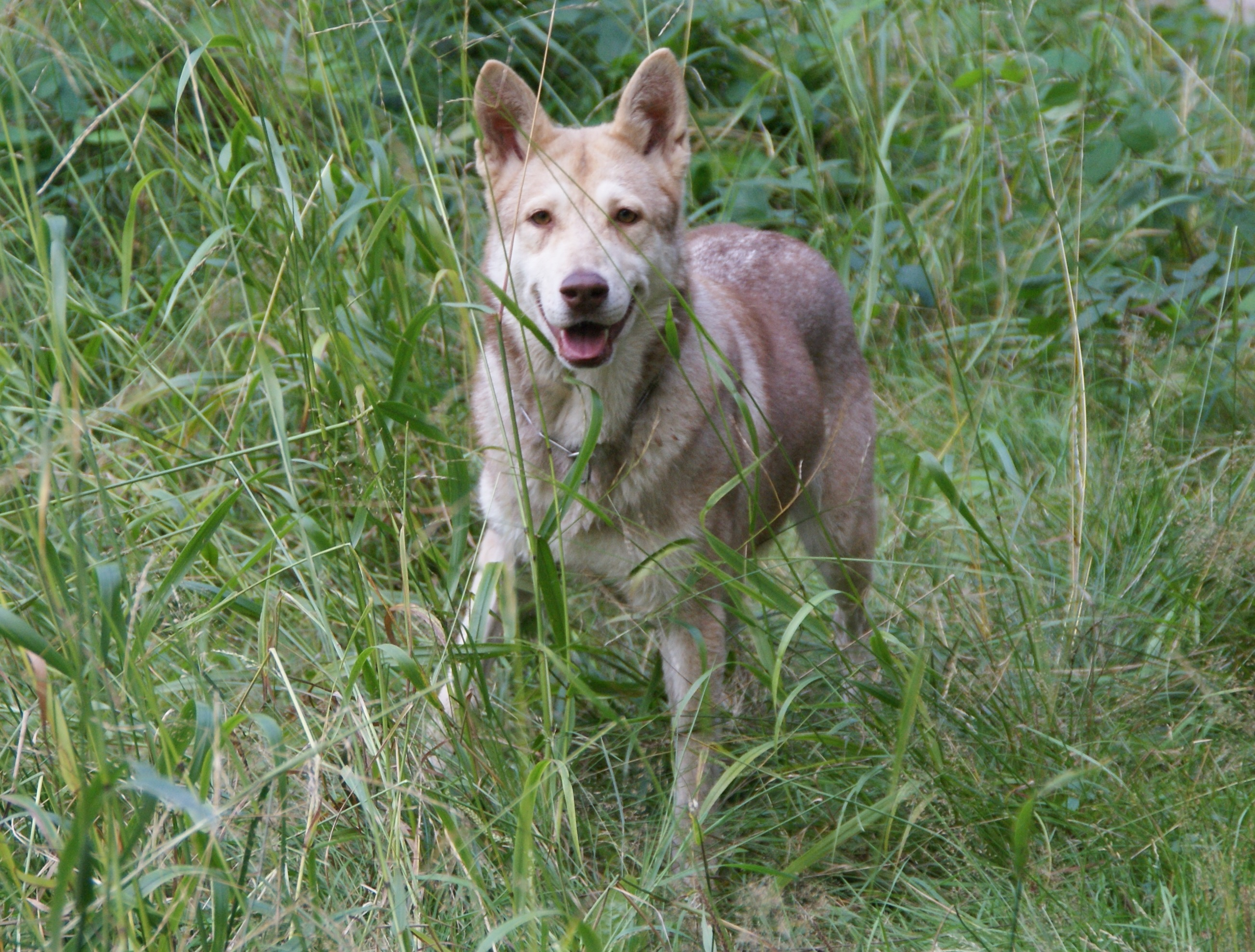
Saarlooswolfhund mit Agouti-Färbung in braun[10] durch bb auf dem Braunlocus.
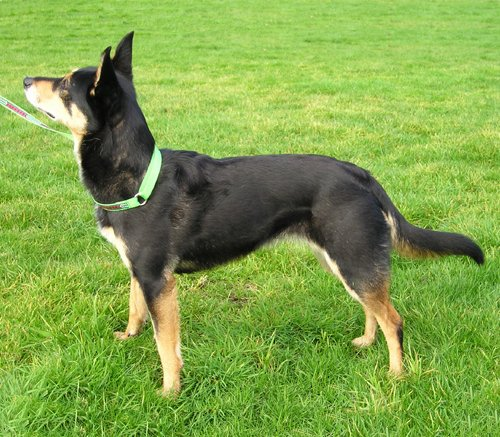
Hütehund black and tan (Genotyp at at oder at a)
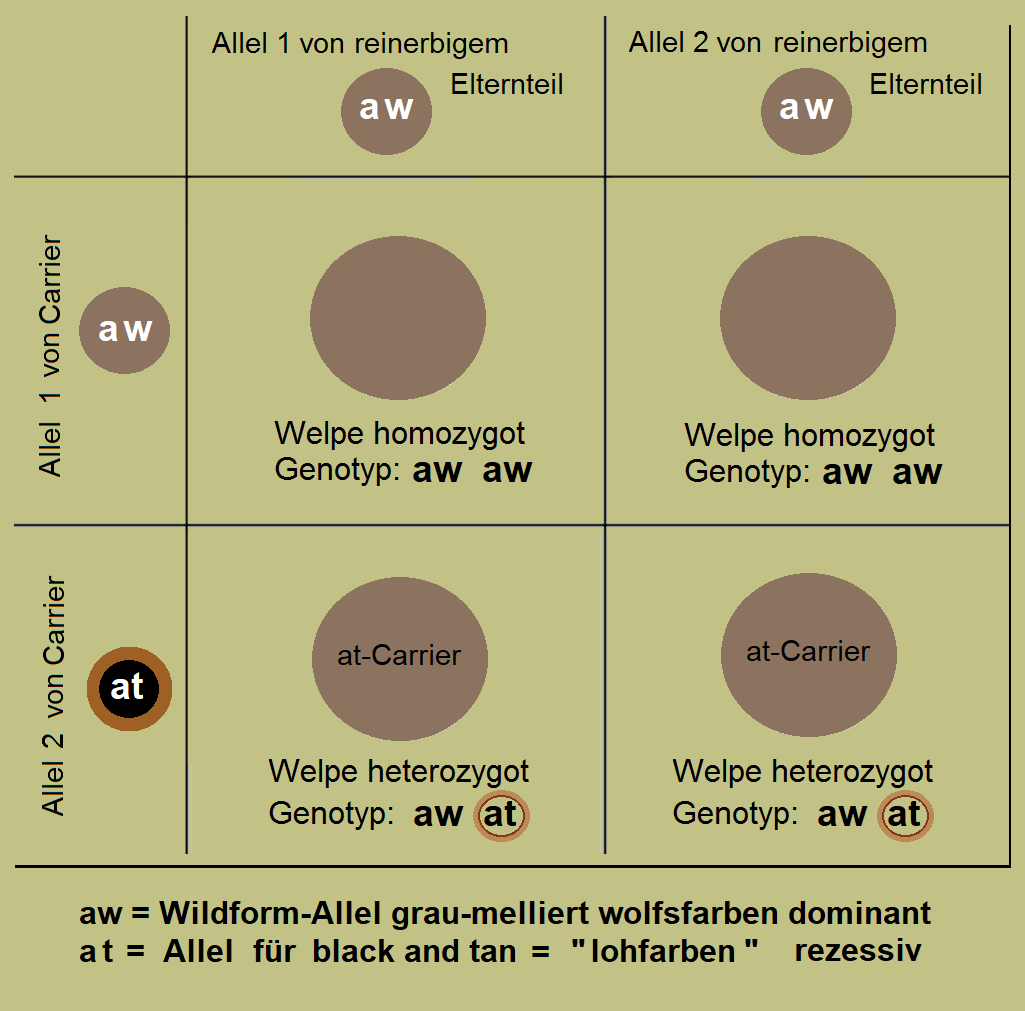
Verpaarung eines at-Carriers mit einem reinerbigen aw aw: alle Welpen wolf-sable.
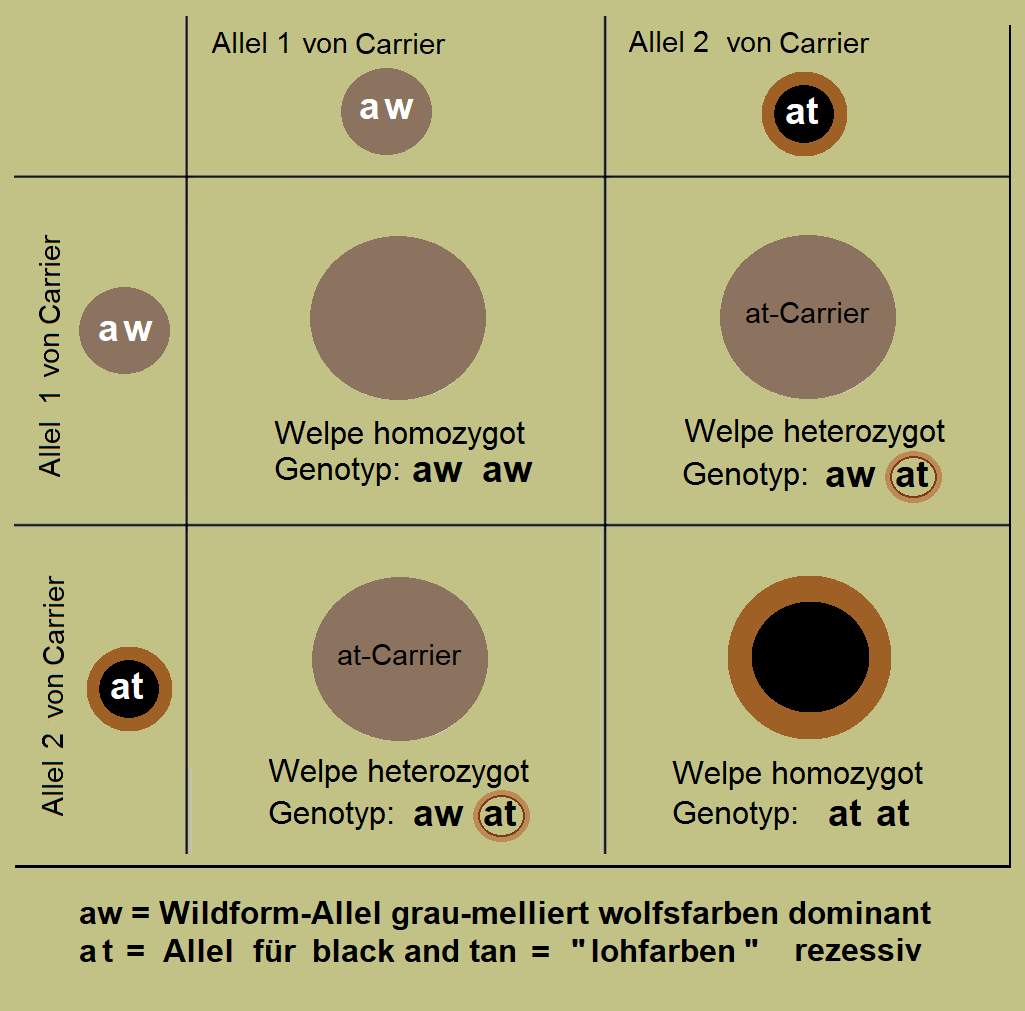
Verpaarung zweier at-Carrier: Das rezessive Merkmal tritt nur bei den ca. 25 % homozygoten Welpen phänotypisch in Erscheinung.

Das Allel at (black-and-tan bzw. brown-and-tan) führt zu einer schwarzen bzw. dunkelbraunen Pigmentierung großer Fellbereiche besonders am Rücken bei hellerer Zeichnung an den Beinen und im Gesicht, also zu einem lohfarbenen Hund mit schwarzem oder dunkelbraunem Rücken. Das rezessive Allel a für schwarze Pigmentierung des gesamten Fells tritt beispielsweise beim Deutschen Schäferhund sowie bei Groenendael, Schipperke, Shetland Sheepdog und Neufundländer auf. Es gibt ein weiteres Gen, das zu schwarzem Fell führt, das vom K-Locus codiert wird. Anders als das rezessive a ist das Gen auf dem K-Lokus dominant.

## Pferd
Beim Pferd entspricht das dominante Agouti-Gen A der Fellfarbe des Braunen (braun mit schwarzer Mähne und schwarzem Schweif), während die rezessive Form (a) dazu führt, dass sich das Schwarz über den ganzen Körper verbreitet und ein Rappe entsteht.